# Live & Loud!
Stai vivendo o stai sopravvivendo? è il secondo album live della Oi! band Klasse Kriminale.

## Brani
1. Intro
2. Locale 1.9.8.2.
3. Ci Incontreremo Ancora un Giorno
4. Tu Vieni da Garageland
5. La Ragazza dalla T-Shirt degli "Angelic Upstarts"
6. Me Wanna Change Le Monde
7. Mutiny On The World
8. Riot (Are You Ready?)
9. Faccia a Faccia
10. Kids & Queens
11. I Ragazzi Sono Innocenti
12. Ragazzi Come Tu & Me
13. Security World
14. Riot Squad
15. I Ragazzi Sono Innocenti
16. Politicanti
17. Babylon Fight
18. If The Kids Are United
19. Redemption Song